# Koeweitse voetbalbeker 1990
De Koeweitse voetbalbeker 1990 (Emir Cup) was de 30ste editie van de strijd om de nationale voetbalbeker van Koeweit, die werd georganiseerd door de Koeweitse voetbalbond (KFA). Het toernooi vond plaats in juni 1990. De editie van 1991 zou geschrapt worden, in verband met de Perzische Golfoorlog, die ontstaan was door de bezetting van Koeweit door Iraakse troepen. Elk duel werd tweemaal gespeeld: een thuis- en een uitwedstrijd. Kazma SC won de beker voor de derde keer in de clubgeschiedenis door Al-Arabi in de eindstrijd na strafschoppen te verslaan. De titelverdediger, Qadsia SC, verloor de strijd om de derde plaats: de club werd door Al Sahel in de troostfinale met 3–0 verslagen.

## Schema
|  | halve finale | halve finale |  |          | finale       | finale       |
|  |              |              |  |          |              |              |
|  | juni 1990    |              |  |          |              |              |
|  | Al Sahel     | 1            |  |          |              |              |
|  | Al-Arabi     | 2            |  |          | 15 juni 1990 | 15 juni 1990 |
|  |              |              |  |          | Kazma SC     | 1 (4)        |
|  | juni 1990    | juni 1990    |  | Al-Arabi | 1 (2)        |              |
|  | Qadsia SC    | 1            |  |          |              |              |
|  | Kazma SC     | 4            |  |          |              |              |

1962 · 
1963 · 
1964 · 
1965 · 
1966 · 
1967 · 
1968 · 
1969 · 
1970 · 
1971 · 
1972 · 
1973 · 
1974 · 
1975 · 
1976 · 
1977 · 
1978 · 
1979 · 
1980 · 
1981 · 
1982 · 
1983 · 
1984 · 
1985 · 
1986 · 
1987 · 
1988 · 
1989 · 
1990 · 
1991 · 
1992 · 
1993 · 
1994 · 
1995 · 
1996 · 
1997 · 
1998 · 
1999 · 
2000 · 
2001 · 
2002 · 
2003 · 
2004 · 
2005 · 
2006 · 
2007 · 
2008 · 
2009 · 
2010 · 
2011 · 
2012 · 
2013 · 
2014